# Goura cristata
La gura occidental o paloma coronada occidental (Goura cristata) es una especie de ave columbiforme de la familia Columbidae.
Uno de los miembros más grandes de la familia de las palomas, la gura occidental se encuentra y es endémica de la selva de las tierras bajas de Nueva Guinea.
Es cazada para aprovechar su carne y sus plumas, sólo sigue siendo común en las áreas remotas. La gura occidental es evaluada por Unión Internacional para la Conservación de la Naturaleza como una especie vulnerable en su Lista Roja. Se lista en el Apéndice II de CITES.

## Subespecies
Se conocen dos subespecies de Goura cristata:
- G. c. cristata (Pallas, 1764) - noroeste de Nueva Guinea
- G. c. minor Schlegel, 1864 - islas Raja Ampat
- G. c. pygmaea Mees, 1965 - Misool